# Bobrowniki (gmina, Couïavie-Poméranie)
Pour les articles homonymes, voir Bobrowniki.
Bobrowniki est une gmina rurale du powiat de Lipno, Cujavie-Poméranie, dans le centre-nord de la Pologne. Son siège est le village de Bobrowniki, qui se situe environ 17 km au sud-ouest de Lipno et 37 km au sud-est de Toruń.
La gmina couvre une superficie de 95,55 km2 pour une population de 3 044 habitants.

## Géographie
La gmina est bordée par les villes de Nowy Sącz et Szczawnica, et les gminy de Łącko, Nawojowa, Podegrodzie et Rytro.